# Wytnij wklej (film)
Wytnij wklej – polski film dokumentalny w reżyserii Rafała Samusika z 2012 roku, poświęcony polskiej transplantologii i dofinansowany przez PISF, z udziałem Doroty Pomykały. Film ukazuje dramatyczne wydarzenia towarzyszące przeszczepom, gdy śmierć jednego człowieka może być szansą na życie drugiego. Film został zakwalifikowany do XX Ogólnopolskiego Festiwalu Sztuki Filmowej „Prowincjonalia 2013” oraz zdobył nagrodę Silver Eye w kategorii krótkometrażowego dokumentu na 9. edycji East Silver Market, odbywającej się w czeskim mieście Igława.